# 26A busz (Budapest, 2006)
A budapesti 26A jelzésű autóbusz a Nyugati pályaudvar és a Margitsziget, Zenélőkút között közlekedett a 2006-os úszó-Európa-bajnokság ideje alatt. A vonalat a Budapesti Közlekedési Zrt. üzemeltette.

## Története
1939-ben a 26-os busz a Vígszínház és Margitsziget, Gyógyszálló között, betétjárata a 26A busz pedig a Vígszínház és Margitsziget, Strandfürdő között közlekedett.
1948. augusztus 1-jétől a Pannónia utca és a Margitsziget, Gyógyszálló között közlekedett.
1988-ban a 26-os buszt a Árpád híd metróállomásig hosszabbították, ezt követően 1997-ig nyári hétvégéken, strandolásra alkalmas idő esetén 26A jelzésű betétjárat közlekedett a Nyugati tér és a margitszigeti Zenélő kút között.
Utoljára 2006. július 26. és augusztus 6. között közlekedett a Margit-szigeten rendezett úszó-Európa-bajnokság ideje alatt.

## Útvonala
| Margitsziget, Zenélőkút felé                                                                          | Nyugati pályaudvar felé                                                                               |
| --- | --- |
| Nyugati pályaudvar vá. – Szent István körút – Margit híd – Margitsziget – Margitsziget, Zenélőkút vá. | Margitsziget, Zenélőkút vá. – Margitsziget – Margit híd – Szent István körút – Nyugati pályaudvar vá. |

## Megállóhelyei
| 0  | Nyugati pályaudvar végállomás                        | 10 | 6, 26, 91, 191, City 4, 6 72, 73 Budapest-Nyugati |
| 2  | Tátra utca (↓) Honvéd utca (↑) (ma: Jászai Mari tér) | 8  | 6, 15, 26, 91, 191 2, 4, 6 76, 79                 |
| 4  | Szigeti bejáró                                       | 6  | 26 4, 6                                           |
| 5  | Hajós Alfréd Uszoda                                  | 5  | 26                                                |
| 6  | Parkmozi köz                                         | 4  | 26                                                |
| 7  | Palatinus Strand                                     | 3  | 26                                                |
| 8  | Szabadtéri Színpad                                   | 2  | 26                                                |
| 9  | Szállodák (Hotels)                                   | 1  | 26                                                |
| 10 | Margitsziget, Zenélőkút végállomás                   | 0  | 26, 106                                           |